# Gloxwald
Gloxwald ist ein im 19. Jahrhundert als Arbeitersiedlung eines Granitwerks entstandenes Dorf in der gleichnamigen Waldlandschaft nördlich der Donau zwischen Sarmingbach und Kleiner Ysper an der Grenze zwischen Ober- und Niederösterreich, die zur Marktgemeinde Waldhausen im Strudengau im Bezirk Perg gehört.

## Geographie
Das Dorf mit 385 Einwohnern befindet sich auf 510 m ü. A. etwa 6,5 Kilometer südlich Waldhausens, etwa 4 Straßenkilometer oberhalb von Sarmingstein, einem Ortsteil der Nachbargemeinde St. Nikola an der Donau, und etwa 3 Kilometer nordwestlich vom bereits in Niederösterreich gelegenen Nöchling.
Die Entwässerung des Waldgebietes erfolgt über den im Gloxwald entspringenden Weidenbach, der östlich von Sarmingstein in die Donau mündet, sowie über den Sarmingbach.
Die höchste Erhebung des Gebietes ist die Hochmauer 739 m ü. A. Direkt auf der Landesgrenze zwischen Oberösterreich und Niederösterreich liegt der Toberspitz 734 m ü. A. Westlich davon befindet sich der Einsiedelstein (Schalenstein).
Etwa zwei Kilometer südlich der Ortschaft befindet sich das Naturdenkmal Predigtstuhl, eine natürliche Felskanzel im Weinsberger Granit, auf 520 m ü. A., rund 290 Meter über der Donau, die als Aussichtspunkt ins Donautal dient. Seit 2010 führt eine Etappe des Donausteigs von Sarmingstein kommend am Predigtstuhl vorbei nach Gloxwald und weiter nach Waldhausen.
Durch den Gloxwald führt eine Verbindungsstraße im Rang einer Landesstraße (L 575) von Sarmingstein nach Waldhausen, von der eine Gemeindestraße nach rechts abzweigt und in die Ortschaft Gloxwald und weiter in die Nachbargemeinde Nöchling führt.

## Geschichte
Die ersten urkundlichen Erwähnungen von Glokis beziehen sich auf den Bergnamen Gloxer Hochmauer. Die Gegend erhielt ihren zusammengesetzten Namen erst im Zuge der Josephinischen Landesaufnahme um 1775, vorher sagte man nur Glox. Es werden slawische Wurzeln für die Bezeichnung vermutet. Der Gloxwald wurde erstmals 1147 in der Stiftungsurkunde des Otto von Machland des Stiftes Waldhausen angeführt und liegt etwa eine halbe Gehstunde südöstlich von Waldhausen.
Die Arbeitersiedlung Gloxwald entstand im Gloxwald in der zweiten Hälfte des 19. Jahrhunderts in der Nähe von zwei Forsthäusern und zwei Bauernhöfen. Die vom Betreiber der Steinbrüche im Gloxwald errichteten Werkswohnungen für die Arbeiter und deren Familien waren ebenerdig und mit Ziegeln gedeckt. Sie bestanden aus Zimmer und Küche. Für die älteren Kinder bauten die Familien im Garten Hütten aus Holz, die mit Platten aus gepressten Sägespänen gedämmt wurden. An den Steinbruchbesitzer musste Miete für die Häuser und Pacht für den kleinen Gemüsegarten entrichtet werden.
1898 errichteten die Arbeiter eine Kapelle zur Ehre Mariens an Stelle der dort aufgestellten alten Bildsäule. Die Kapelle diente seither der Bevölkerung als Aufbahrungsraum und wurde von 1998 bis 2010 gründlich saniert. 1956 weihte der Linzer Bischof Franz Zauner eine Barackenkirche als erste Gottesdienststätte in Gloxwald ein, die als Filialkirche zur Pfarre Waldhausen gehört. 1976 wurde an deren Stelle die Leopold Kapelle von Weihbischof Alois Wagner eingeweiht.
Bis ins Jahr 2020 war Gloxwald als Ortschaft ausgewiesen.

### Die Steinbrüche im Gloxwald
1870 kaufte Josef Strasser 26 Joch Steinbruchareal im Gloxwald und begann mit dem Granitabbau. Dessen Sohn erhielt 1873 auf weiteren Liegenschaften die Genehmigung zum Betrieb eines Steinbruchs und erwarb diesen 1880.     Jahrzehntelang wurden mehrere Steinbrüche von ihm und ab ungefähr 1920 bis 1949 von dessen Tochter Maria (* 13. Jänner 1896; † 10. Juni 1942) und deren Ehemann Franz Helbich (* 6. März 1885; † 7. Oktober 1964) betrieben und aus Granit Grabsteine, Denkmäler, Pflastersteine, Schotter, Bruch usw. erzeugt. Deren Sohn Leopold Helbich (1926–2004) heiratete 1952 Wilburgis Poschacher.
1901 meldete Leopold Strasser das Gewerbe für eine Arbeiterkantine an. Ab 1904 fuhren täglich dreimal 5 Paar Pferde Bruch und Pflastersteine nach Sarmingstein, wo das Material einerseits auf Donauschiffe und ab 1909 auch auf Eisenbahnwagen der Donauuferbahn verladen wurde. 1905 wurden rund 230 Arbeiter beschäftigt.
In der Notzeit bis 1938 wurden die Steinbrüche im Winter geschlossen. Im Sommer konnten fallweise bis zu 120 Mann beschäftigt werden. 1939 bis 1941 (nach anderer Quelle 1945 bis 1949) wurde mit Krediten kräftig investiert und u. a. ein Brecher aufgestellt, mit dem die Erzeugung von Bruch beschleunigt wurde, eine Seilbahn für den Transport nach Sarmingstein aufgestellt und eine Verladeanlage für Schotter und Werkstein im Bahnhof Sarmingstein an der Donauuferbahn errichtet.
1949 übernahm die Schoellerbank den Betrieb von der Familie Helbich. Die Zahl der Bediensteten stieg auf 200. Zu dieser Zeit wurden täglich 60 Waggon Bruch produziert, was den Steinbruch zum zweitgrößten in ganz Europa machte. Unter anderem wurde Ende der 1950er-Jahre Material für den Bau des Donaukraftwerks Ybbs-Persenbeug geliefert.
1960 kaufte das Konsortium Helbich-Spanlang (Granitwerke Anton Poschacher und Schärdinger Granitwerke) den Betrieb. Die Zahl der Bediensteten sank auf 70. Ende März 1979 wurden die 5 Brüche (Altbruch, Neubruch, Viererbruch, Fünferbruch, Sechserbruch) wegen Unwirtschaftlichkeit geschlossen und die Seilbahn abgebaut.
1982 kaufte das Linzer Domkapitel die Steinbrüche. Die Liegenschaft wurde angepflanzt, die Steinbrüche liefen mit Wasser voll und bilden heute Fischteiche. Die Dompfarre Linz betreibt seit einigen Jahren in Gloxwald im ehemaligen Ortnerhaus ein Ferienheim.

## Personen
- Josef Strasser, erwarb 1870 26 Joch Steinbruchareal im Gloxwald
- Leopold Strasser, erwarb 1873 die Berechtigung zum Granitabbau auf weiteren Liegenschaften im Gloxwald und erwarb diese 1880
- Maria Strasser, Tochter von Leopold Strasser, betrieb gemeinsam mit ihrem Mann Franz Helbich von etwa 1920 bis 1949 die Steinbrüche im Gloxwald
- Leopold Helbich, Politiker, erwarb 1960 gemeinsam mit den Schärdinger Granitwerken die Steinbrüche und Anlagen und legte sie in den nachfolgenden Jahrzehnten still, nachdem sie unrentabel geworden waren. Er half maßgeblich bei der Finanzierung der 1976 eingeweihten Leopold-Kapelle in Gloxwald.